# Cathédrale Saint-Siffrein de Carpentras
La cathédrale Saint-Siffrein de Carpentras est une église catholique romaine qui fut l'ancienne cathédrale de la ville de Carpentras, dans le département de Vaucluse, en France. L'édifice est classé monument historique depuis 1840. Depuis 2009, il est le siège de l'évêque titulaire de Carpentras.
De style gothique, elle fut élevée sur ordre du pape d'Avignon Benoît XIII, sur le site de l'ancienne cathédrale romane qui menaçait de tomber en ruines. De cet ancien édifice subsiste encore une coupole romane. Elle fut le siège de l'ancien diocèse de Carpentras. Elle est dédiée à saint Siffrein de Carpentras (ou saint Siffredus), qui fut évêque de la ville. Le diocèse fut supprimé lors du Concordat de 1801 et incorporé dans le diocèse d'Avignon.

## Histoire

### La cathédrale romane
La tradition veut que la première cathédrale, une nef unique à cinq travées, ait été construite par l'évêque Siffrein, moine de Lérins, au VIe siècle et placée sous l'invocation de saint Antoine l'Ermite. Au Xe siècle, le groupe épiscopal était placé sous le triple vocable de la Vierge, de Pierre et de Siffrein. L'édifice roman est attribué à l'évêque Geoffroy de Garosse, dont l'épitaphe, à demi effacée, donne la date de 1215. Son style, par comparaison avec les autres cathédrales de la basse vallée du Rhône, a permis d'affiner sa date de construction qui se situe autour de 1180. Fort vétuste au XIVe siècle, sa voûte s'écroula en 1399.

### La cathédrale gothique
La cathédrale romane finit par s'écrouler, probablement entre septembre 1399 et mars 1400. Alors que la chrétienté était en plein dans le Grand schisme d'Occident, Benoît XIII ordonna, le 5 mai 1404, la construction d'un nouvel édifice gothique. La première pierre fut posée le 22 février 1405. Le chantier avait été confié à Thomas Colin, de Dinan en Bretagne, désigné dans les archives pontificales comme magister operis. Son choix d'un plan carré pour la travée de cette nouvelle cathédrale imposa une nef trapue et lourde.
Un nouvel architecte remplaça Colin en septembre 1409. Ce fut Jean Laurent, dit le Bourguignon, qui laissa ensuite le chantier à son gendre, le lapicide Antoine Omède, qui œuvra du 14 décembre 1449 jusqu'en mai 1467. Les livres de compte de la Révérende Chambre Apostolique – le ministère des Finances pontificales – indiquent qu'il recruta des tailleurs de pierres dans les diocèses de Riez, Lyon, Genève, Angers, Bourges, Toul et Cologne.
Le dernier grand chantier fut confié à Blaise Lécuyer, qui entre juin 1498 et janvier 1508, construisit la « porte Notre-Dame » dite « porte juive », flanquée de pinacles à clochetons. La baie en arc brisé est surmontée d'un gable en accolade terminé par un fleuron et orné de choux frisés, lui-même surmonté d'un blason aux armes du chapitre et des Rostagni et de la « boule aux rats ». Elle est ornée de neuf niches pour abriter les statues et son trumeau prismatique porte Notre-Dame des Neiges en fonte (sculpture de 1855), titre de Sainte-Marie Majeure à Rome.
La cathédrale fut consacrée en 1531.
À la fin du XVIIe siècle et au début du XVIIIe siècle, l'évêque Laurent Bufy confie au sculpteur Jacques Bernus la décoration du chœur, du maître-autel, du tabernacle avec des anges et une Gloire en bois doré et le sanctuaire de la cathédrale Saint-Siffrein, ainsi que la propre tombe de l'évêque Buty en marbre.
Le cloître, seul vestige important de la première cathédrale fut rasé en 1829, tandis que le clocher roman, qui avait été conservé, fut démoli en 1875.
Le clocher actuel est de style néo-gothique.

### Les maîtres de musique de la cathédrale
Trois sont particulièrement connus. Tout d'abord, Elzéar Genet (1470-1548), dit il Carpentrasso ou Carpentras, un des grands compositeurs de la Renaissance, puis le noëlliste Nicolas Saboly, natif de Monteux, qui fut maître de chapelle de la cathédrale entre 1639 et 1643. Quant à Louis Archimbaud, il en fut l'organiste de 1727 à 1789.

## L'église actuelle

### L'extérieur

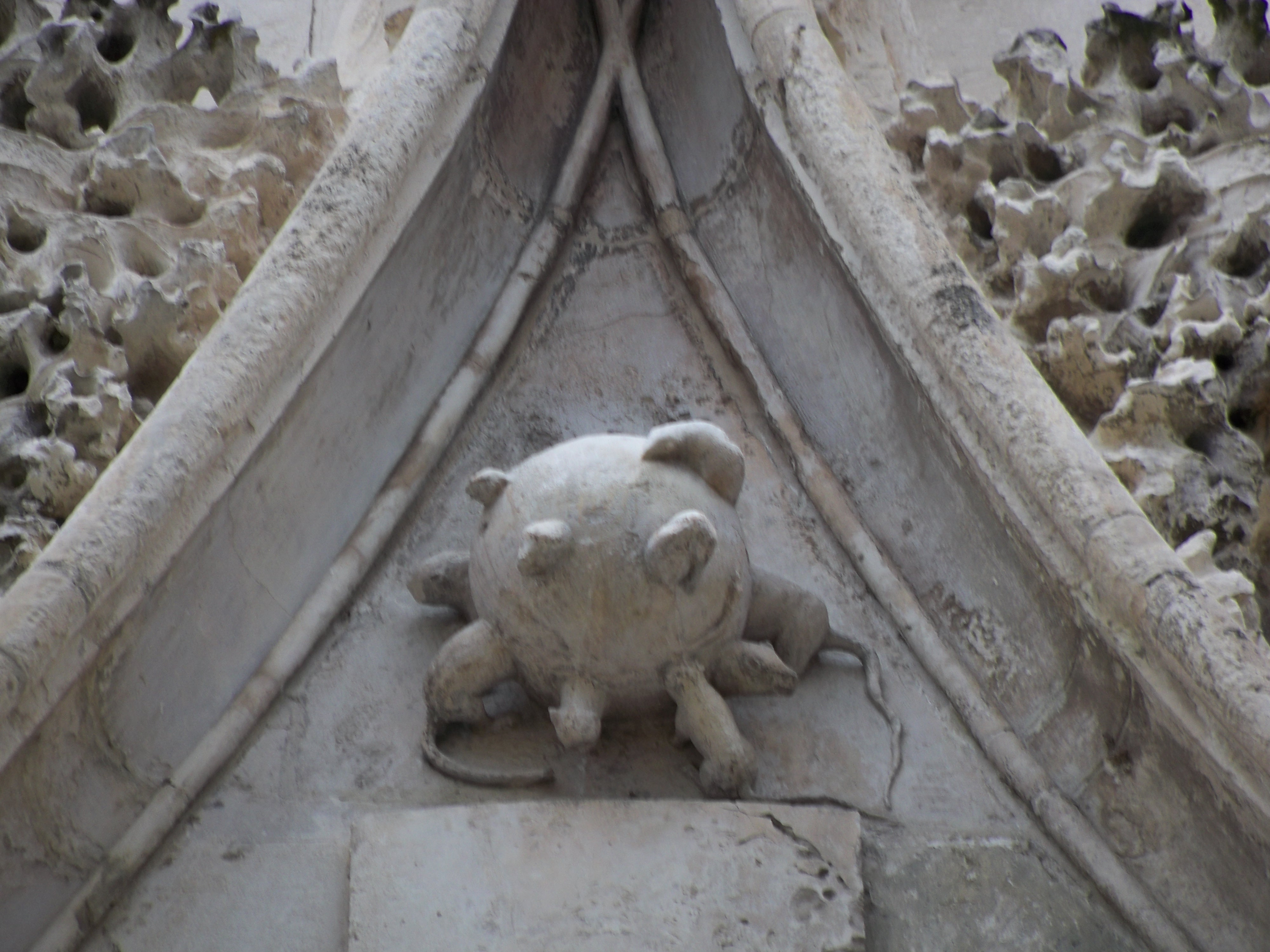
Boule aux rats

Le portail principal de la cathédrale ouvre sur la place du palais de justice, ancien palais épiscopal. Il date de 1615. Les portes en noyer sont décorées des armoiries d'Horace Capponi. Les deux niches au-dessus des portes abritaient, avant la Révolution, les statues de Saint-Pierre et Saint-Paul. Elles sont toujours ornées de guirlandes de fruits. Les colonnes en marbre encadrant le portail principal proviendraient du baptistère de Venasque et dateraient du IVe siècle. Une croix en marbre ornait le parvis, détruite sous la révolution française.
En remplacement du clocher de style roman d'origine, détruit en 1875, le clocher fut construit de 1899 à 1902 et mesure 58 m de haut. Le concepteur de ce clocher s'est inspiré de celui de l'église Saint-Martial d'Avignon.
Côte sud, une porte latérale, dite la « porte des Juifs » date de 1840. Elle tient son nom du fait que les juifs nouvellement convertis au catholicisme pénétraient dans la nef par cet accès. Elle est surmontée par la « boule aux rats », qui représente le monde rongé par le péché et les hérésies.

### L'intérieur

#### L'abside
L'abside, mesurant 12,00 m de haut, en forme de demi-cercle, est composée de 12 travées à ogives en rayon.

#### Le chœur
Le chœur a une longueur de 16,00 m pour une largeur de 11 m et une hauteur de 19,00 m. Les clefs des deux voûtes en ogives représentent les armoiries des papes Benoît XIII et Pie IX. Il est séparé de la nef par une grille en fer forgé, offerte par Joseph-Dominique d'Inguimbert, ornée de son blason. Les murs latéraux sont décorés de deux tribunes. Celle de droite est le lieu des grandes orgues, classées au titre des monuments historiques,. Elle date de 1455. Sous celle de gauche, on peut voir un triptyque représentant "Le couronnement de la Vierge" entouré par "saint Siffrein" et "saint Michel", dont l'attribution à Enguerrand Quarton a été démontrée par Luc Ta-Van-Thinh en 2002. Le tombeau de l'évêque Ayrard se trouve dans le chœur. Cet ancien prévôt d'Arles, puis nommé à Carpentras, fonda le chapitre de la cathédrale en 982. Le maître-autel est en marbre blanc. Il date de 1845. Il est orné par deux anges de l'adoration, œuvre de Jacques Bernus.

#### La nef
La nef a une largeur de 15,30 m pour une longueur de 42,00 m. La hauteur sous voûte est de 23,25 m. Elle est composée de six travées d'ogives, dont les clefs de voûte, décorées, ont toutes été refaites au XIXe siècle. La clef la plus proche du portail principal représente les armoiries de Joseph-Dominique d'Inguimbert, Dom Malachie, évêque de Carpentras, entre 1738 et 1757.

#### Les chapelles

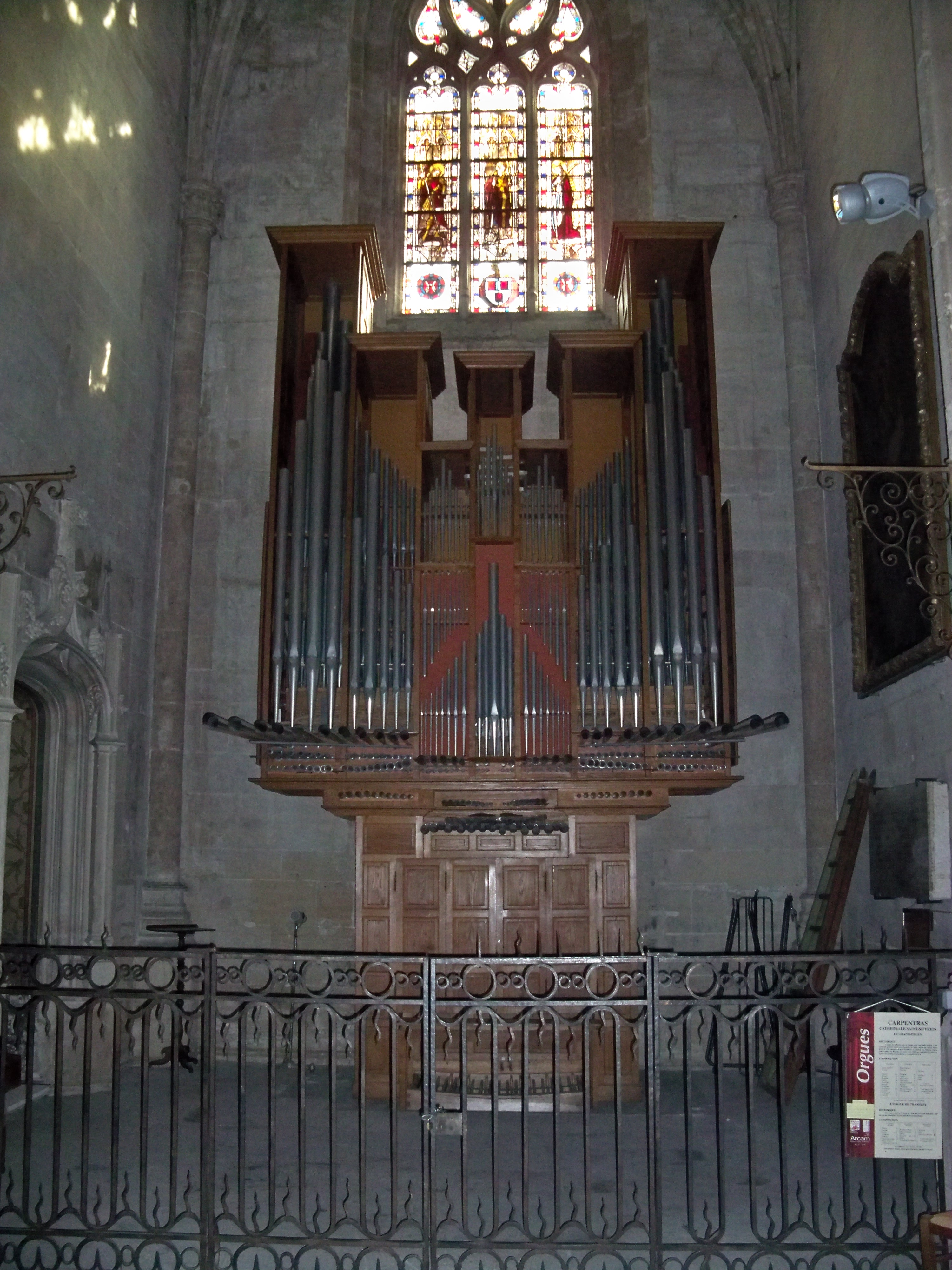
Orgue de la chapelle de l'Annonciation

Côté sud, elles sont au nombre de cinq :
Chapelle des fonts baptismaux
Initialement situés dans le narthex, les fonts baptismaux font objet d'une chapelle à part entière. Ils sont composés d'une vasque et d'un support en marbre, et surmonté d'un fronton aux armes de Carpentras. Une coupole, en marbre, couvre l'ensemble depuis 1835. La balustrade en pierre datant du XVIIe siècle fermait auparavant le chœur.
Chapelle Sainte-Anne
Cette chapelle était autrefois vouée à saint Jean-Baptiste. Elle est ornée de plusieurs tableaux, dont un représentant sainte Hélène portant la Croix, une fuite en Égypte (1840) et d'un retable en bois peint (autrefois polychrome) du XVIIe siècle. Elle comporte également un autel du XVIIIe siècle.
Chapelle Saint-Joseph
Cette chapelle changera plusieurs fois de vocable : dans un premier temps dédié à saint Zacharie et saint Jacques, elle est ensuite vouée à Corpus Domini, avant de prendre son nom actuel. On peut y observer un autel et un retable en marbre polychrome, du XVIIe siècle. Le vitrail de cette chapelle, ainsi qu'un tableau, représentent la mort de saint Joseph.
Chapelle des Âmes du Purgatoire
Cette chapelle avec un autel génois de marbre jaune est encore décorée des statues du XVIIe siècle en bois doré, des saints pour laquelle elle était vouée : saint Sébastien et saint Roch. L'un de ses murs est le support d'une stèle à la mémoire des « morts pour la France », de la Première Guerre mondiale.
Chapelle de l'Annonciation
Également dénommé chapelle Sacré-Cœur, elle était vouée à saint Marc. Elle comporte un vitrail (don de l'évêque Michel Anglici au XVe siècle) représentant saint Siffrein entre saint Michel et sainte Catherine, un orgue de Pascal Quoirin (1974), à seize jeux.
Elles font face à six autres chapelles, au nord :
Chapelle du Saint Clou
Portant également les vocables de saint Claude ou de l'Ange-Gardien, elle comporte un autel en marbre gris de style Louis XV. Il est l'œuvre des frères Mazzetti, d'Avignon. Cette chapelle est le lieu de la sépulture de Jacques Sacrati, évêque de Carpentras en 1572. C'est d'ailleurs cette chapelle qui servit de dernière demeure aux évêques de la cathédrale, avant l'établissement de leur tombeau dans le chœur. Du côté oriental, une porte, fermée par une grille, permet l'accès à l'oratoire dédié à saint Mors.
Chapelle Saint-Siffrein
Autrefois nommée sous le vocable de Saint-Louis et Saint-Crépin, elle est vouée maintenant au saint patron de la cathédrale. Moine de l'abbaye de Lérins, il devient évêque de Carpentras en 555. L'autel et le retable sont en bois peint doré du XVIIe siècle, restaurés au XIXe siècle
Chapelle de la Croix ou du Corpus-Domini
Autrefois dédiée à Notre-Dame des Sept Douleurs, c'est par cette chapelle que l'on pouvait accéder à l'ancien cloître. Le corridor d'origine est partiellement détruit et bouché. Le tombeau des évêques de la famille Sadolet se trouve dans cette chapelle.
Chapelle de la Sainte-Vierge
Cette chapelle, anciennement dédié à saint Blaise et saint Éloi, est la plus décorée. L'autel et le retable en marbre polychrome viennent du carmel de Carpentras. Ils sont ornés des statues du prophète Élie et de sainte Thérèse d'Avila.
Chapelle Saint-Antoine
L'autel de cette chapelle date du XVIIIe siècle, le retable, du XVIIe siècle. Elle est ornée des statues en bois de saint Crépin (XVIIIe siècle), saint Blaise et saint Jean Baptiste (XIXe siècle)
Chapelle de Sainte-Thérèse-de-Lisieux et des martyrs de septembre 1792

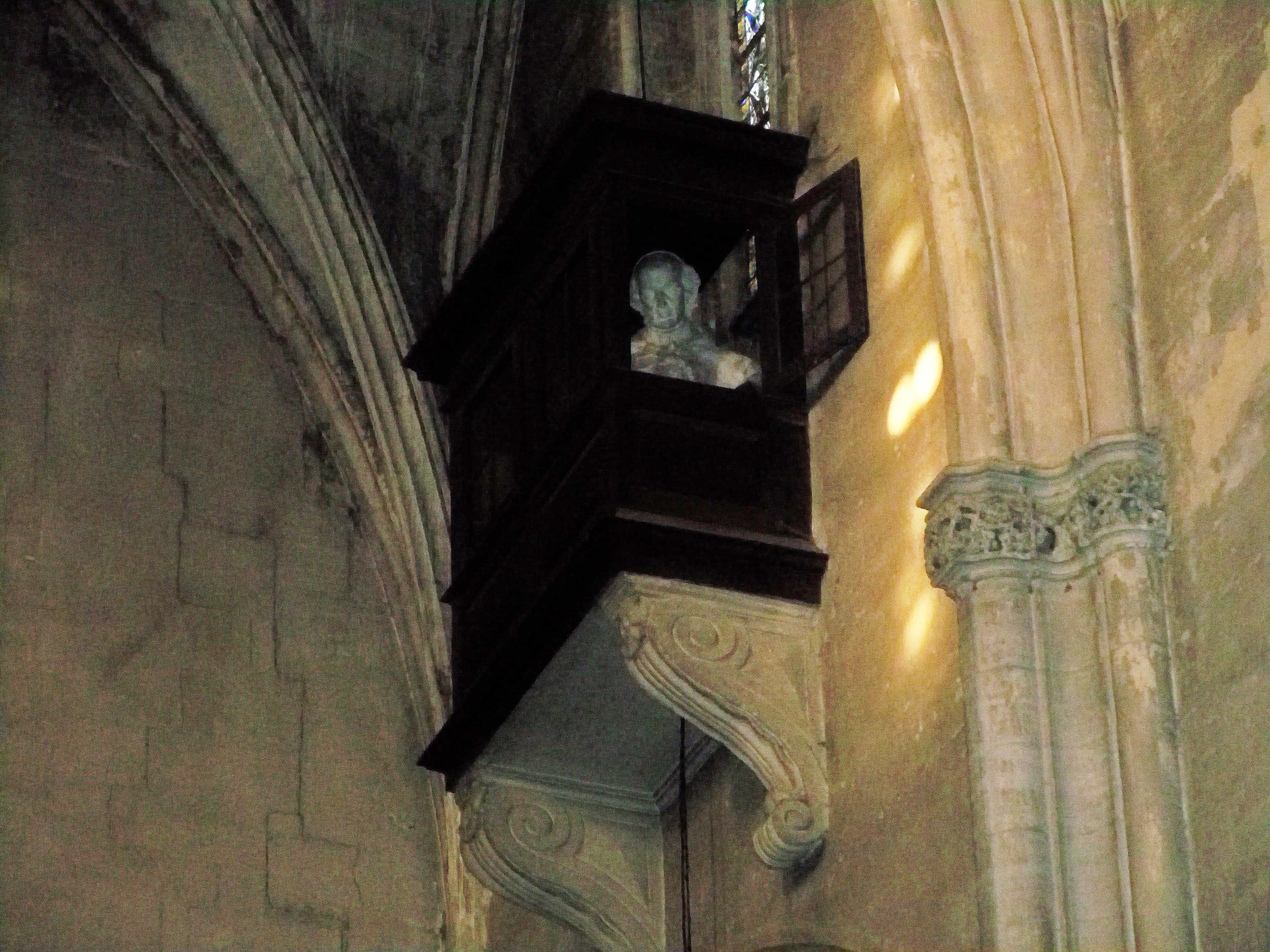
Loge de Mgr Inguimbert

Il s'agit de l'ancienne chapelle de la Croix. Une plaque de marbre rappelle le décès de trois prêtres carpentrasiens, lors du massacre des Carmes de Paris, le 2 septembre 1792. On peut découvrir, au-dessus de la voûte d'entrée de la chapelle, une petite loge vitrée. Elle fut ménagée par monseigneur d'Inguimbert, pour assister aux offices religieux, sans sortir du palais épiscopal (aujourd'hui palais de justice).
La différence dans le nombre de chapelles côté de la nef est lié à la présence, du côté sud, d'un portail annexe.

#### L'oratoire du Saint-Mors
Cet emblème de la ville de Carpentras est, selon la tradition, une relique des clous de la Passion. Selon cette légende, c'est sainte Hélène, mère de l'empereur romain Constantin, qui retrouva la croix du Calvaire après de longues recherches, et les clous de la Passion. Avec l'un d'entre eux, elle fit fabriquer un mors de cheval pour son fils. On en retrouve la trace à Constantinople jusqu'au XIIe siècle. Ce n'est qu'après le sac de la ville par les croisés en 1204, que le Saint-Mors est visible à Carpentras. Il devient vite le symbole des évêques de la place, puis, en 1260, celui de la ville. Le reliquaire d'origine, en vermeil, datant de 1330, ayant été détruit durant la Révolution française, une nouvelle châsse fut fabriquée en 1872, par Armand-Calliat, artisan lyonnais.

#### Le mobilier
La décoration de la cathédrale comporte plusieurs éléments :
- Deux orgues, dont l'un classé au titre des monuments historiques, se trouvent à la hauteur de l'autel principal[12],[13] ;

## Les cloches
La cathédrale de Carpentras possède cinq cloches de volée situées au sommet de la tour-clocher :
- La "Siffrède", bourdon pesant 2,8 tonnes fondu en 1909 par la fonderie Paccard, note : Do3
- Cloche no 2 pesant 1,6 tonne, fondue en 1909 par la fonderie Paccard, note Ré3
- Cloche no 3 pesant 960 kg, fondue en 1896 par Eugène Baudouin, note : Mi3
- Cloche no 4 pesant 630 kg, fondue en 1847 par Pierre Pierron, note : Fa3
- Cloche no 5 pesant 360 kg, fondue en 1909 par la fonderie Paccard, note : La3

## Photographies

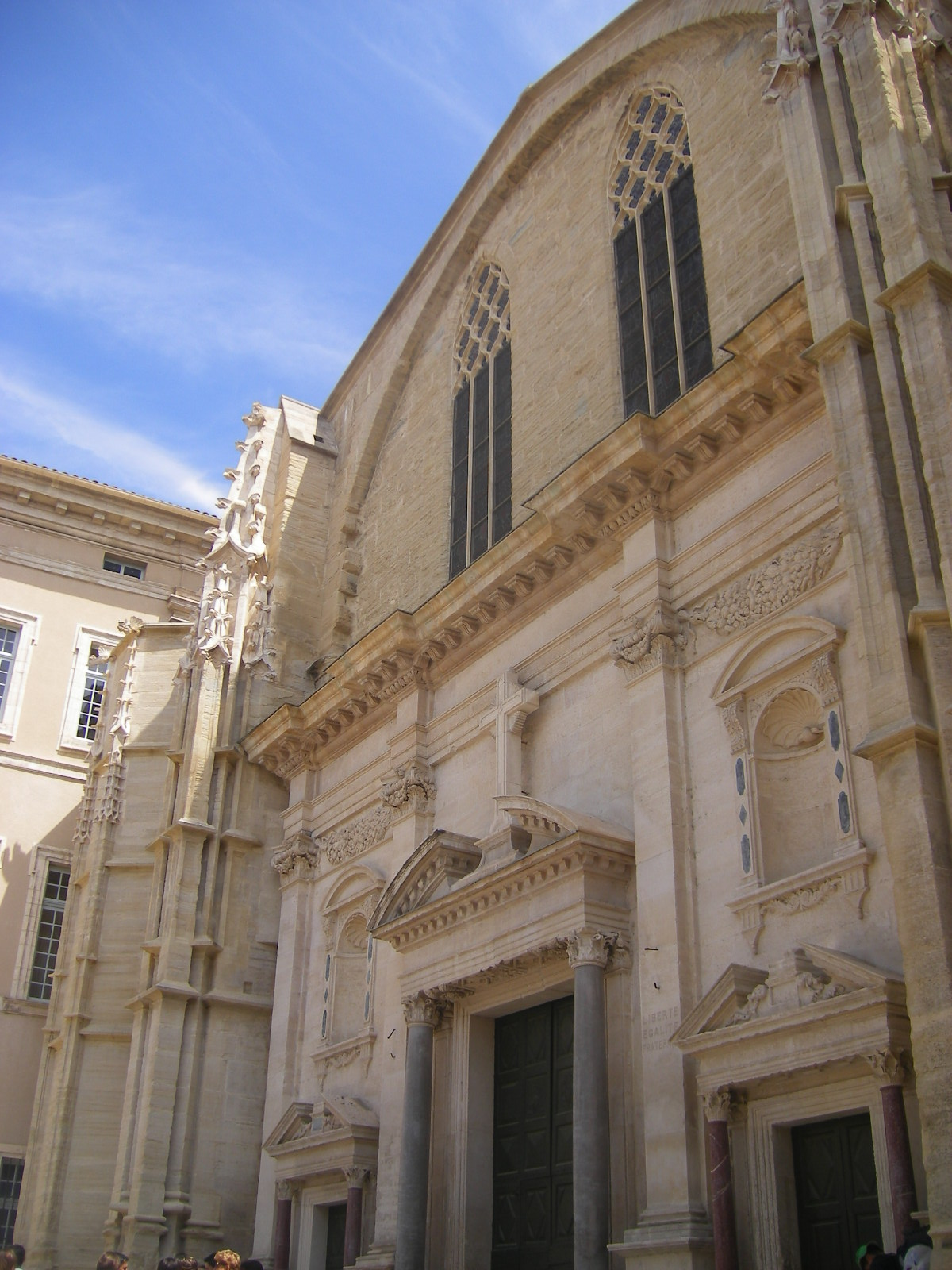
Façade ouest : ordonnance tripartite (les portails à frontons brisés sont flanqués de colonnes en marbre à chapiteau corinthien) et élévation à deux niveaux
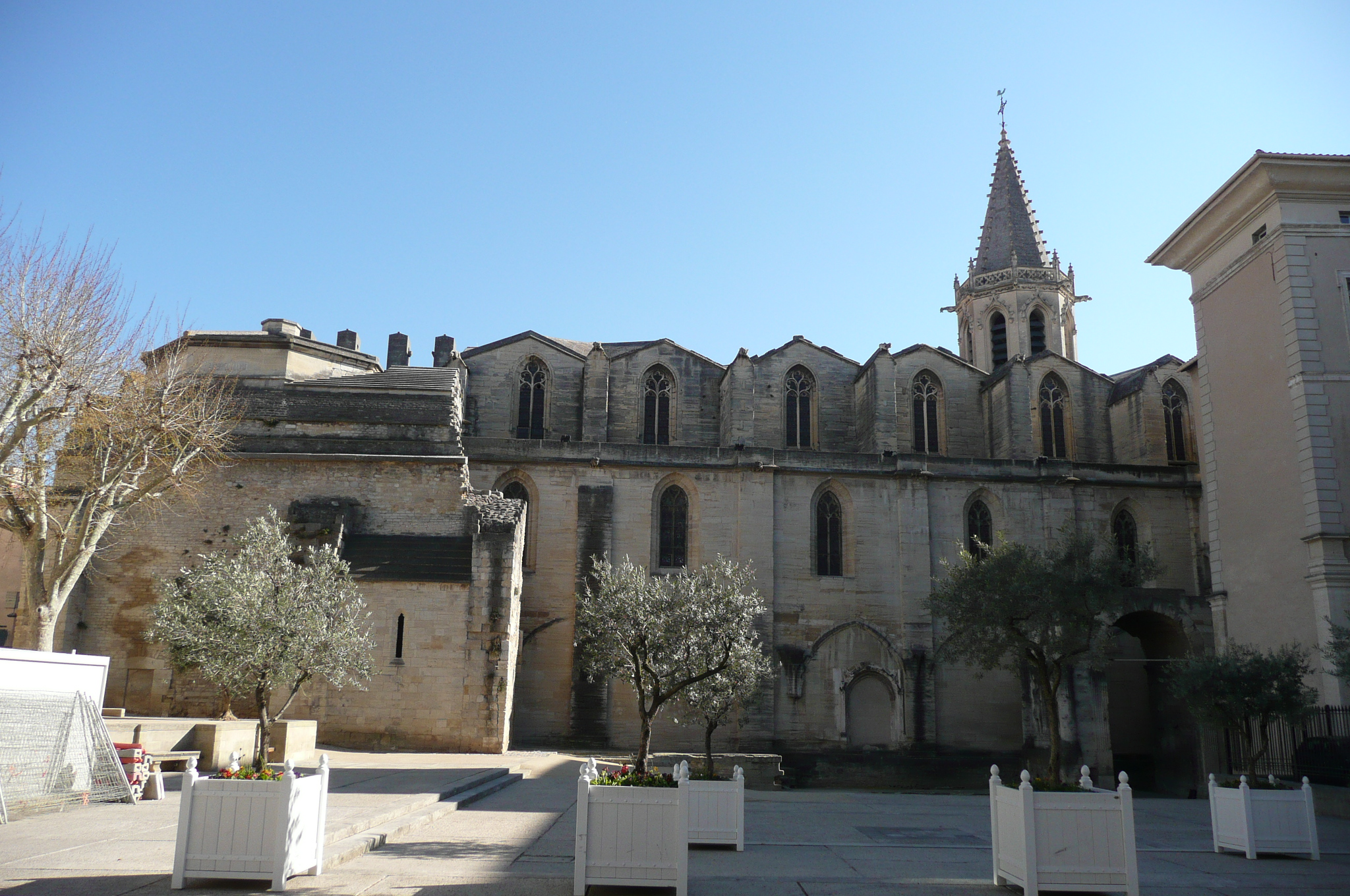
Façade nord, avec les ruines de la cathédrale romane
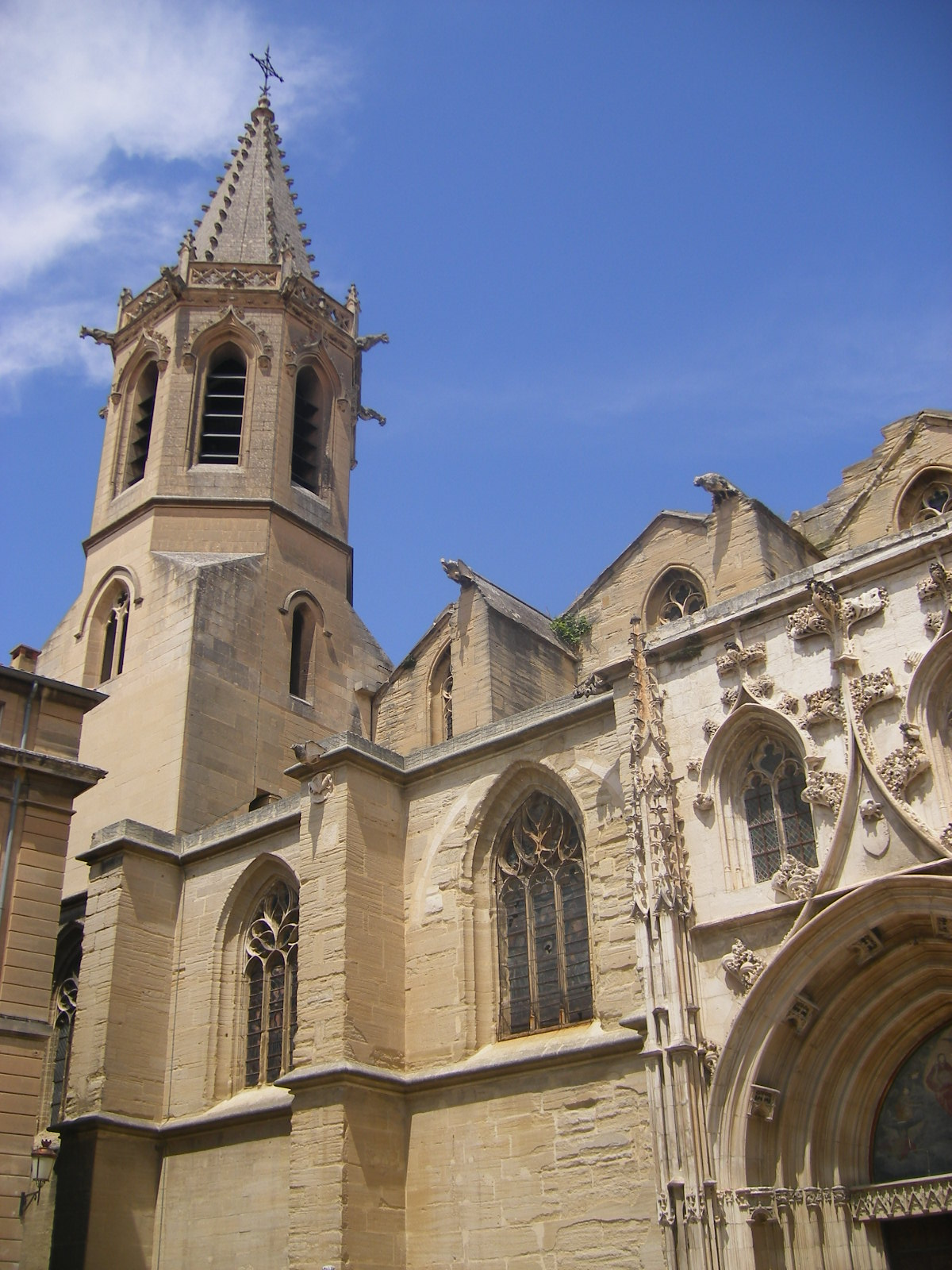
Clocher de 58 m (de 1899 à 1902) et façade sud
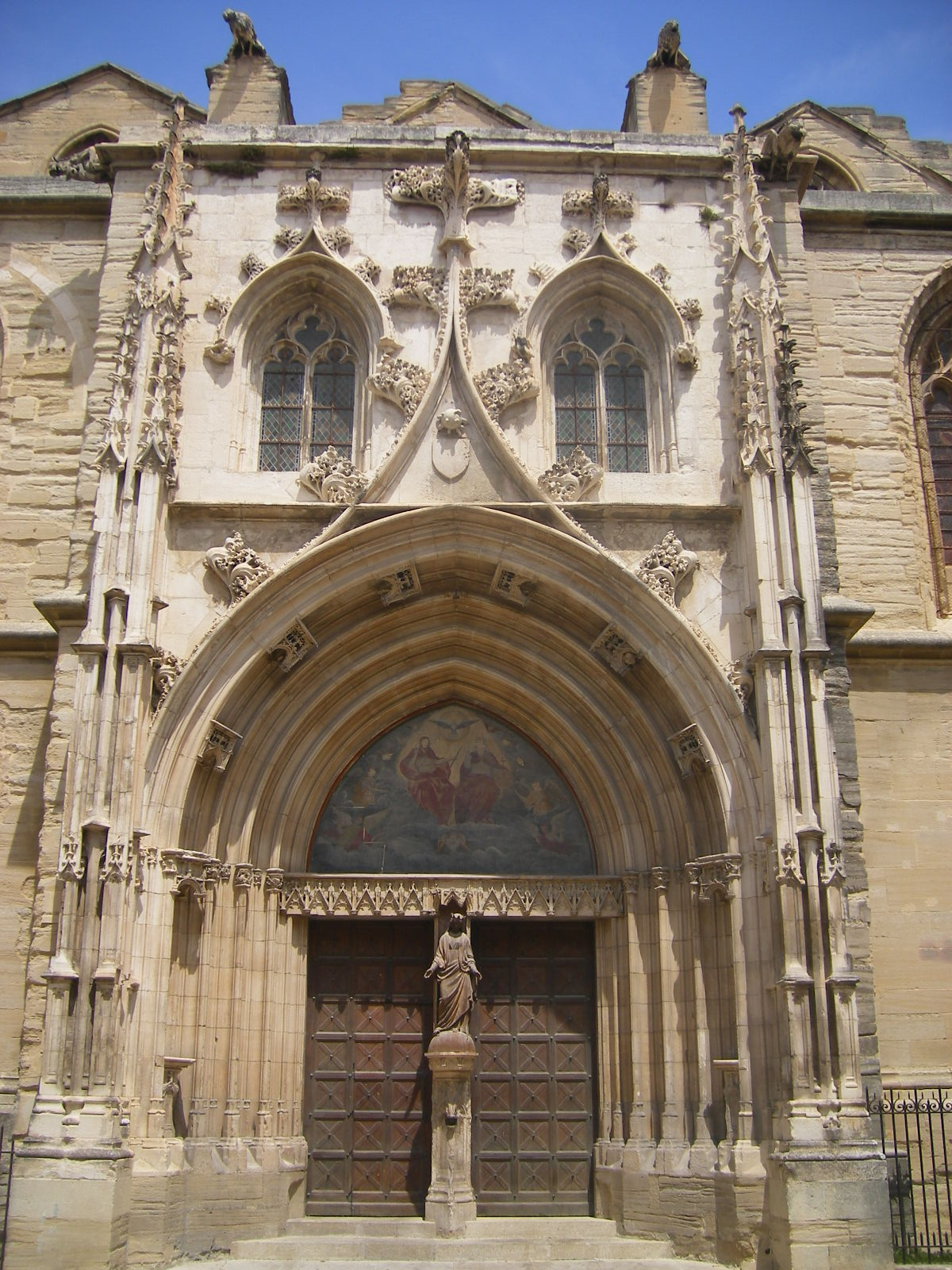
« Porte juive » avec le tympan de la Sainte Trinité (XVIe siècle)

### Sources et bibliographie
Par date croissante de parution :
- E. Andréoli et B.S. Lambert, Monographie de l'église cathédrale Saint-Siffrein de Carpentras, 1862, 257 p. (lire en ligne)
- Hyacinthe Chobaut, « Les maîtres d'œuvre de l'église Saint-Siffrein de Carpentras », dans Mémoires de l'Académie de Vaucluse, 1923, p. 1-14 (lire en ligne)
- Jean-Maurice Rouquette, Provence romane 1, t. 1, Zodiaque, coll. « La Nuit des Temps », 1974
- André Reyne et Daniel Bréhier, Cathédrale Saint-Siffrein de Carpentras, t. 1, Lescuyer, Lyon, 1975
- Alain Girard, La Représentation de la Cour céleste dans les portails de Blaise Lécuyer, in Le Peuple des Saints, Académie de Vaucluse, 1987 (ISBN 2-906908-00-2)
- Alain Girard, L'Aventure gothique entre Pont-Saint-Esprit et Avignon du XIIIe au XVe siècle, Aix-en-Provence, Édisud, 1996, 189 p. (ISBN 2-85744-888-0)
- Françoise Robin, « Carpentras : Cathédrale Saint-Siffrein », dans Midi gothique : de Béziers à Avignon, Paris, Picard éditeur, coll. « Les monuments de la France gothique », 1999, 389 p. (ISBN 2-7084-0549-7), p. 187-194
- Luc Ta-Van-Thinh, Enguerrand Quarton, peintre de l'Unité, (préface Marie-Claude Léonelli),  (ISBN 2-9518024-0-4), Malaucène 2002
- Jacques Biarne, « Les origines de la cathédrale Saint-Siffrein de Carpentras », Provence Historique, t. 29, no 118,‎ 1979 (lire en ligne, consulté le 22 septembre 2018).
- Yves Esquieu, « Carpentras : Cathédrale Saint-Siffrein », dans Congrès archéologique de France. 175e session. Monuments d'Avignon et du Comtat Venaissin. 2016 : Empreinte et influence de la papauté (XIVe – XVIIe siècle), Paris, Société française d'archéologie, 2017, 336 p. (ISBN 978-2-901837-76-3), p. 279-292